# جورج سميث دونكان
جورج سميث دونكان (بالإنجليزية: George Smith Duncan)‏ هو مهندس نيوزيلندي وأسترالي، ولد في 11 يوليو 1852، وتوفي في 4 سبتمبر 1930.